# Gewöhnlicher Flügelginster
Der Gewöhnliche Flügelginster (Genista sagittalis), auch Flügel-Ginster oder Ramsele genannt, ist eine Pflanzenart aus der Gattung Genista innerhalb der Familie der Hülsenfrüchtler (Fabaceae).

## Beschreibung und Ökologie

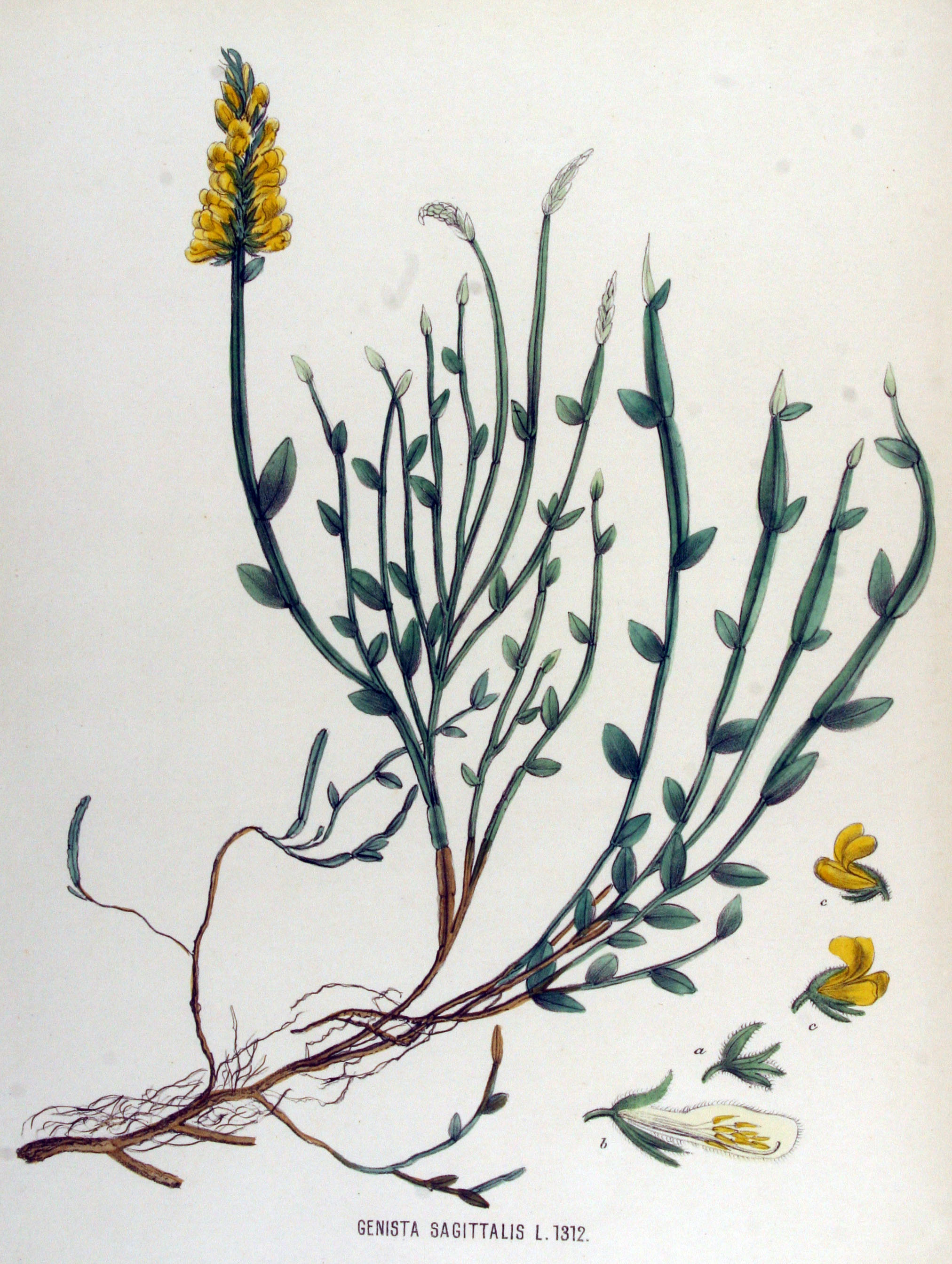
Illustration aus Flora Batava, Volume 17

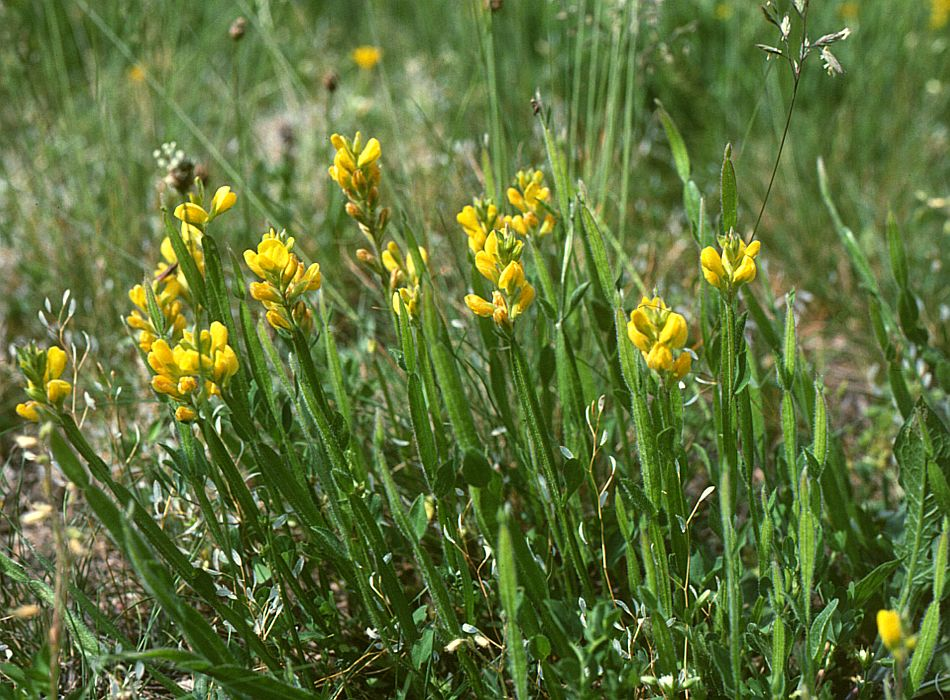
Habitus und Blütenstände

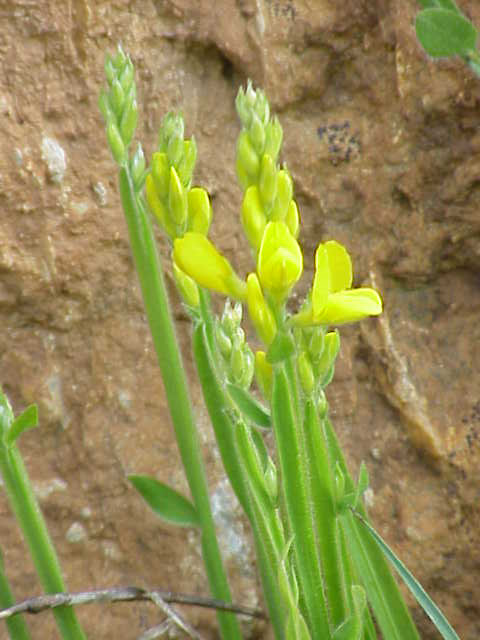
Blütenstand

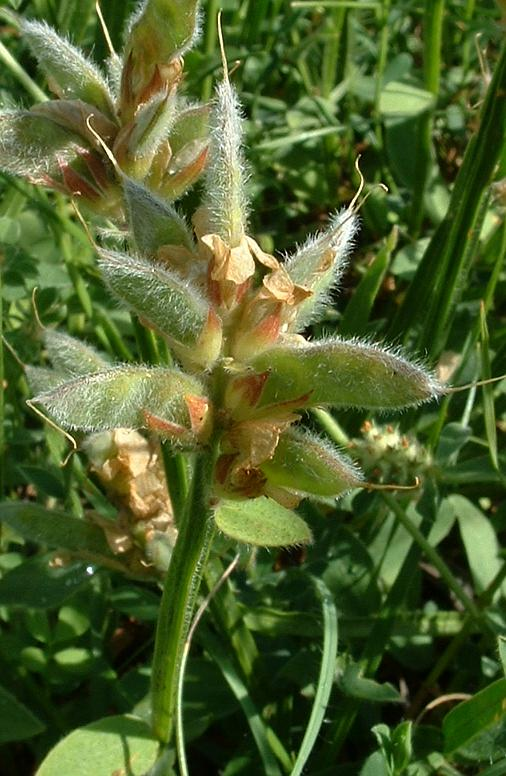
Hülsenfrüchte

### Vegetative Merkmale
Der Gewöhnliche Flügelginster ist ein Zwergstrauch, der Wuchshöhen von 10 bis 30 Zentimetern erreicht. Es sind keine Dornen vorhanden. Zuerst bilden sich die aufrecht wachsenden Hauptsprossachsen, die Laubblätter oder auch Blüten tragen. Nach Abschluss des Wachstums legen sich diese Sprossachsen zu Boden und werden so zu sogenannten „Legetrieben“. Aus den Blattachseln dieser Legetriebe wachsen nun wieder aufrechte Sprossachsen, die gegen Ende der Vegetationsperiode an der Basis wurzeln. Im Laufe der Zeit verholzen die Legetriebe und werden vom Boden überdeckt. Die Bildung von großen Stängelflügeln leitet sich aus den Unterblättern her. Die behaarte Sprossachse ist geflügelt, dabei sind bei den vegetativen Trieben die Sprossachsen zweiflügelig. Bei den reproduktiven Trieben sind die Sprossachsen drei- oder mehrflügelig. Diese Flügel sind etwa 4 Millimeter breit.
Die einfachen Laubblätter sind bei einer Länge von 8 bis 25 Millimetern und einer Breite von etwa 8 Millimetern elliptisch. Die Nebenblätter sind reduziert. Durch ein frühes Abfallen der Laubblätter vermindert die Pflanze die Wasserverdunstung (Xeromorphie).

### Generative Merkmale
Ab dem vierten Jahr blüht der Gewöhnliche Flügelginster von Mai bis Juli. Die Blüten stehen in endständigen traubigen Blütenständen mit je einem kurzen Tragblatt und zwei hinfälligen Vorblättern.
Die zwittrige Blüte ist zygomorph und fünfzählig mit doppelter Blütenhülle. Die fünf Kelchblätter sind behaart. Die Blütenkrone hat die typische Form der Schmetterlingsblüten. Die Kronblätter sind leuchtend gelb und 10 bis 12 Millimeter lang, gelegentlich mit einer Fahne an den Rändern und an der Naht bewimperten Schiffchen.
Die 1 bis 2 Zentimeter lange, behaarte Hülsenfrucht enthält wenige Samen.
Die Chromosomenzahl beträgt 2n = 46 oder 48.

## Vorkommen
Der Gewöhnliche Flügelginster ist ein submeridionales Florenelement. Das Verbreitungsgebiet reicht von Nordspanien über Frankreich bis Südbelgien. In Deutschland ist der Gewöhnliche Flügelginster nordwestlich bis zur Eifel, östlich bis Würzburg und zum Bayerischen Wald heimisch. Dann setzt sich das Verbreitungsgebiet über das Donautal bis nach Ungarn und Bulgarien sowie bis in die Ukraine fort.
Der Gewöhnliche Flügelginster findet sich in Mitteleuropa in Heiden, Magerweiden und -wiesen, an Wald- und Wegrändern, an Böschungen, an Felsbändern und in lichten Wäldern. Der Gewöhnliche Flügelginster gedeiht am besten auf mäßig trockenen, frischen, nährstoffarmen, schwach sauren Böden. Genista sagittalis ist gebietsweise eine Charakterart des Festuco-Genistetum sagittalis, kommt aber auch in der Pflanzengesellschaft Aveno-Genistetum sagittalis oder Polygono vivipari-Genistetum sagittalis vor (Verband Violion caninae).
Die ökologischen Zeigerwerte nach Landolt et al. 2010 sind in der Schweiz: Feuchtezahl F = 2 (mäßig trocken), Lichtzahl L = 4 (hell), Reaktionszahl R = 2 (sauer), Temperaturzahl T = 3+ (unter-montan und ober-kollin), Nährstoffzahl N = 2 (nährstoffarm), Kontinentalitätszahl K = 4 (subkontinental).
Der Gewöhnliche Flügelginster steigt in der Steiermark bis 1600 Meter und im Unterwallis bis 1960 Meter Meereshöhe auf.

## Taxonomie
Die Erstveröffentlichung von Genista sagittalis erfolgte 1753 durch Carl von Linné in Species Plantarum, Tomus II, S. 710. Das Artepitheton sagittalis bedeutet „Pfeil“. Synonyme für Genista sagittalis L. sind: Chamaespartium sagittale (L.) P.E.Gibbs; Genistella sagittalis (L.) Gams.

## Nutzung
Durch das eigentümliche Wachstum kann der Gewöhnliche Flügelginster auf kalkarmem Substrat bis zu zwei Dritteln der Fläche bedecken. Da er aber vom Großvieh verschmäht wird und nur von Ziegen oder Schafen gefressen wird, kann er zum Weideunkraut werden.

## Trivialnamen
Für den Gewöhnlichen Flügelginster bestehen bzw. bestanden auch die weiteren deutschsprachigen Trivialnamen: Erdpfriemen, Großsame (bei Schäßburg), Haideblume (Eifel bei Virneburg), Heublume (Eifel bei Monreal), Rahmheide (Eifel), Schafkraut (Schweiz) und Schleppblomen (Siebenbürgen).